# خوزه آنخل (بازیکن فوتبال، زاده مارس ۱۹۸۹)
خوزه آنخل (انگلیسی: José Ángel؛ زادهٔ ۲ مارس ۱۹۸۹) بازیکن فوتبال اهل اسپانیا است.
از باشگاه‌هایی که در آن بازی کرده‌است می‌توان به باشگاه فوتبال الچه اشاره کرد.